# Mikołaj V
Mikołaj V (łac. Nicolaus V, właśc. Tommaso Parentucelli; ur. 15 listopada 1397 w Sarzanie, zm. 24 marca 1455 w Rzymie) – papież w okresie od 6 marca 1447 do 24 marca 1455.

## Życiorys

### Wczesne życie
Urodził się w Sarzana we włoskim regionie Liguria, gdzie jego ojciec był lekarzem. Został wysłany na studia do Bolonii, lecz po dwóch latach nauki, z powodu śmierci ojca musiał przerwać naukę. Po ponownym małżeństwie matki, Tommaso został prywatnym nauczycielem florenckich rodzin Strozzi i Albizzi. Poznał w tym okresie czołowych florenckich humanistów. Następnie kontynuował studia teologiczne na uniwersytecie w Bolonii. Po zakończeniu studiów w 1422 Tommasem zainteresował się arcybiskup Bolonii Mikołaj Albergati, dostrzegając potencjał przyszłego papieża. Arcybiskup, w celu dalszego kształcenia Tommaso, wysłał go w podróż po Europie. Tomaso odwiedził Niemcy, Francję i Anglię. W czasie podróży oddał się pasji zbierania książek, część z nich z odręcznymi notatkami przetrwała do dziś.
W 1443 zmarł arcybiskup Albergati i w następnym roku Parentucelli został mianowany na jego miejsce. Ze względu na rosnące niepokoje społeczne w Bolonii papież Eugeniusz IV powołał Parentucelliego na jednego ze swoich przedstawicieli na negocjacje pomiędzy Watykanem i Świętym Cesarstwem Rzymskim Narodu Niemieckiego w Bazylei. W uznaniu zasług został mianowany w grudniu 1446 kardynałem Santa Susannae. Kilka miesięcy później, 6 marca 1447 wybrano go na następcę zmarłego Eugeniusza IV; przybrał imię Mikołaj V, aby uczcić swojego mecenasa Nicholasa Albergati. Wybór Mikołaja był kompromisem, gdyż faworyt konklawe, kardynał Prospero Colonna, przegrał z powodu zawiści rodowych.

### Pontyfikat
Mikołaj V wyróżniał się cierpliwością i zdolnością do kompromisu. Na początku pontyfikatu, przywrócił w Rzymie porządek, usuwając najemników, zbuntowanej Bolonii, przyznał niezależność i nie angażował się w spór w Mediolanie, powstały po śmierci księcia Viscontiego. W 1448 roku doszło do podpisania konkordatu wiedeńskiego, pomiędzy Stolicą Apostolską, a Cesarstwem Rzymskim Narodu Niemieckiego. Dzięki mediacji francuskiego króla, Karola VII, udało mu się doprowadzić do zakończenia schizmy bazylejskiej i ustąpienia antypapieża Feliksa V. Wszelkie ekskomuniki i potępienie zostały anulowane, a sobór z Bazylei oficjalnie rozwiązał się 25 kwietnia 1449. Dzięki tym wydarzeniom, Mikołaj ogłosił rok 1450, rokiem jubileuszowym, na który zjechali legaci i władcy państw z całej Europy. W tym samym roku papież dokonał kanonizacji Bernardyna ze Sieny.
19 marca 1452 roku, papież koronował Fryderyka III, na cesarza rzymskiego; była to ostatnia koronacja, która odbyła się w Rzymie. W tym samym roku został wykryty spisek na życie Mikołaja, za którym stał Stefano Porcari, który został następnie skazany na śmierć. Papież wydał także bullę Dum Diversas (18 czerwca 1452), zezwalającą Portugalii na "atak, podbicie i ujarzmienie Saracenów, pogan i innych wrogów Chrystusa gdziekolwiek byliby znalezieni". Na ostatnie lata pontyfikatu, położyły się cieniem wydarzenia w Konstantynopolu, który to został zdobyty przez Turków w maju 1453 roku. Papież wystosował wówczas apel o zwołanie krucjaty, jednak został on zignorowany.
Mikołaj zmarł w wyniku podagry 24 marca 1455 roku. Przez historyków jest oceniany jako papież szlachetny, wolny od nepotyzmu, mecenas sztuki i opiekun artystów.

### Najważniejsze wydarzenia kulturalne pontyfikatu
Mikołaj V wprowadził ducha renesansu do stolicy Piotrowej. Planował ozdobić Watykan nowymi dziełami godnymi stolicy chrześcijańskiego świata. Rozpoczął jednak praktycznie, od wzmocnienia ufortyfikowania miasta, uporządkowania i wybrukowania głównych ulic oraz poprawy zaopatrzenia w wodę – odbudował akwedukt Aqua Virgo. Na jego zlecenie wykonano również przeróbki w Pałacu Laterańskim (freski autorstwa Fra Angelico). Jednakże najbardziej zaangażował się w przebudowę Watykanu, gdzie przeniósł siedzibę papieską z Pałacu Laterańskiego. Dobudowano m.in. skrzydło pałacu oraz prywatną kaplicę ozdobiona freskami Fra Angelico przedstawiającymi sceny z życia św. Wawrzyńca i św. Stefana.
W czasie trwania pontyfikatu Mikołaja V rozpoczęto renowację i przebudowę bazyliki św. Piotra. Dzięki poparciu Mikołaja V, humanizm rozpowszechnił się w Rzymie; papież w szczególności finansował tłumaczenia przez setki kopistów i uczonych dzieł greckich (zarówno chrześcijańskich jak i pogańskich). Mikołaj V utworzył również Bibliotekę Watykańską.